# Eufònia de Finsch
L'eufònia de Finsch (Euphonia finschi) és un ocell de la família dels fringíl·lids (Fringillidae).

## Hàbitat i distribució
Viu a la vegetació secundària, sabana i bosc de ribera de les terres altes del sud-est de Veneçuela, Guaiana i nord del Brasil.